# Pasqual II
|  | Aquest article tracta sobre el Papa de l'Església Catòlica. Si cerqueu el pilotaire valencià, vegeu «Pasqual Balaguer Castillo». |

Pasqual II (Bleda, 1050 – Roma, 21 de gener de 1118) és el nom que Rainer de Bleda o de Galeta va triar quan el 1099 va ser elegit papa de l'Església Catòlica, càrrec que va omplir fins a la seva mort el 1118. No se sap gaire sobre els seus antecedents familiars tot i que moltes famílies nobles van pretendre que era un dels llurs antecedents.
Era monjo d'un monestir cluniacenc a Toscana quan va ser nomenat cardenal per Gregori VII el 1076. Com escolàstic va estar-se a Sant Pere d'Àger.
Durant el seu regnat va continuar amb la lluita pel dret d'investidura, i amb aquest objectiu va instar el segon fill de l'emperador Enric IV a sublevar-se contra son pare.
El 1105, el sublevat Enric V va convocar una dieta a Magúncia per resoldre l'enfrontament amb el seu pare, que va conduir a l'abdicació d'Enric IV a favor del seu fill Enric V.
Per l'Església, la caiguda d'un rival de la talla d'Enric IV va ser tan important que Pasqual II, creient que significaria el final del conflicte de les investidures, va cometre el greu error de reconèixer Enric V sense exigir-li abans el reconeixement que el dret a investir eclesiàstics era privatiu del pontificat.
Enric V no estava disposat a veure retallats els seus drets i va continuar nomenant bisbes invocant els drets històrics tot i les contínues proclamacions del papa que prohibia investidures laiques.
Aquest enfrontament va prosseguir fins que, el 1110, Enric V es va dirigir cap a Roma al capdavant d'un exèrcit amb la intenció de fer-se coronar emperador per Pasqual II.
El febrer del 1111 Pasqual II va arribar a un acord amb Enric V segons el qual l'Església tornaria totes les possessions i drets que havia rebut de l'Imperi des de temps de Pipí el Breu a canvi de la renúncia de l'emperador als seus drets històrics d'investidura. També es va establir que després de la firma del conveni, el papa coronaria emperador Enric a la catedral de Sant Pere.
Però en conèixer els termes de l'acord, es va produir un aixecament popular que va obligar Enric a abandonar Roma. Va emportar-se Pasqual II com a presoner. Al cap de seixanta dies de presó, Pasqual II va cedir davant l'emperador i va signar un tractat en què acceptava la investidura imperial, el coronava emperador i es comprometia a no excomunicar mai Enric V.
El 1113, Pasqual va reconèixer l'Orde dels Hospitalers de Sant Joan.
Cap al final del pontificat, el 1115, va morir la comtessa Matilde de Túscia que va deixar tots els seus territoris a l'Església. Però, Enric V, al·legant un acord secret, es va dirigir a Roma per considerar-se hereu legítim de la comtessa. Això va obligar Pasqual II a fugir de la ciutat. No hi va tornare fins pocs dies abans de la seva mort, el 21 de gener de 1118.